# Spaelotis juncta
Spaelotis juncta là một loài bướm đêm trong họ Noctuidae.